# Внешний долг Грузии
Внешний долг Грузии — совокупный долг  Грузии иностранным компаниям и кредитным организациям.

## Оценка долга
По итогам 2011 года общий внешний долг Грузии составляет 14 млрд 370,4 млн долларов при бюджете страны более 4,1 млрд долларов. Из общего объема долга 3 млрд 674,2 млн долларов (32,9%) составляет долг государственного сектора, 815,1 млн долларов (7,3 %) приходится на долю Национального банка. Долг банковского сектора составил 2 млрд 122 млн долларов (19 % общего объема долга). Задолженность других секторов экономики страны, включая долги между компаниями, достигла 4 млрд 555,4 млн долларов (40,8 %). Долг в иностранной валюте составляет 95,2 % совокупного внешнего долга Грузии.
По словам премьер-министра Грузии Ника Гилаури соотношение внешнего долга к ВВП на январь 2012 года составляет 31 %.
Однако, номинальный ВВП Грузии по состоянию на 2011 год составлял 14,35 млрд долларов (см. Экономика Грузии), что говорит о том, что Ника Гилаури имел в виду отношение государственного долга к ВВП Грузии, а не отношение внешнего долга к ВВП Грузии.
Самым крупным кредитором Грузии является Германия, задолженность перед которой на 31 июля 2011 составила 255,7 млн долл. На втором месте остается Россия — 114,3 млн долл. Третье место занимает Япония, долг перед которой достиг 63,4 млн долл.